# ریتی هواسی
ریتی هواسی (به اسپانیایی: Riti Huasi) یک کوه در پرو است که در Peru, Puno Region واقع شده‌است. ریتی هواسی ۵٬۰۰۰ متر بالاتر از سطح دریا واقع شده‌است.